# عهد کامل
عهد کامل (عربی: عهد حسن كامل؛ زادهٔ ۱۴ نوامبر ۱۹۸۰) بازیگر و فیلم‌ساز اهل عربستان سعودی است.
از فیلم‌ها یا برنامه‌های تلویزیونی که وی در آن نقش داشته‌است می‌توان به همه چاقوهای قدیمی اشاره کرد.